# 연계당 및 연계소영건일록
연계당 및 연계소영건일록(蓮桂堂 및 蓮桂所營建日錄)은 대한민국 경상북도 성주군 성주읍 경산리에 있는, 조선시대 성주 출신의 과거에 합격한 선비들이 선현들의 정신을 기리고, 서로 공부하는 것을 격려하던 곳이다. 1985년 8월 5일 경상북도의 문화재자료 제115호로 지정되었다.

## 개요
옛날 성주 출신의 과거에 합격한 선비들이 선현들의 정신을 기리고, 서로 공부하는 것을 격려하던 곳이다.
조선 선조 21년(1588)에 성주 서문 밖에 세우고 사마소라고 불렀으나, 후에 건물이 무너짐에 따라 철종 11년(1860)에 지금의 장소로 옮겨 짓고 연계당이라고 했다. 과거에 합격한 여러 가문의 자손들이 해마다 이곳에 모여 학문을 연마하고 토론을 했다고 한다. 지금도 음력 4월 10일에는 여러 가문의 자손들이 모여 선현을 추모하는 장소로 이용되고 있다.
앞면 4칸·옆면 2칸 규모로, 지붕은 옆면에서 볼 때 사람 인(人)자 모양인 맞배지붕이다. 4칸 중, 가운데 2칸은 마루이고 양 옆에 2칸은 온돌방이다.
『연계소영일기』는 연계당을 옮겨 세울 당시에 처음부터 끝까지 날짜별로 건축자재의 매입 및 가격, 목수, 토공 등의 수와 급양 등을 기록해 놓은 것으로 당시 건축공사 연구의 귀중한 자료가 되고 있다.

## 같이 보기
- 사마소

## 참고 문헌
- 연계당및연계소영건일록 - 국가유산청 국가유산포털